# عروس افغان
عروس افغان، فیلمی به کارگردانی  و نویسندگی ابوالقاسم طالبی محصول سال ۱۳۸۲ است.

## بازیگران
- حسین یاری
- نورا هاشمی
- افشین زارعی
- گلاب آدینه
- محسن حسینی
- رضا اسکندری
- کاظم محمدی
- کرامت رورساز